# Rhinolophus pearsonii
Rhinolophus pearsonii — вид рукокрилих родини Підковикові (Rhinolophidae).

## Поширення
Країни проживання: Бангладеш, Бутан, Китай, Індія, Лаос, Малайзія (півострів Малайзія), М'янма, Непал, Таїланд, В'єтнам. Він був записаний від 610 до 3077 м над рівнем моря. Лаштує сідала в печерах в гірських районах, і знаходиться в гірських лісах, бамбукових лісах і посівних площах.

## Загрози та охорона
Немає серйозних загроз для даного виду в цілому. Поки не відомо, чи вид присутній в охоронних районах.